# 대진3항
대진3항(大津3港)은 경상북도 영덕군 영해면 대진3리에 있는 어항이다. 2008년 11월 28일 어촌정주어항으로 지정하여 관리하고 있다. 시설관리자는 영덕군수이다.

## 어항 구역
본 항의 어항구역은 다음과 같다.
- 수역: 기존 서방파제 종점부에서 S방향으로 78m 나아가 만나는 해안선의 점(X:338,600.00 Y:239,313.32)과 E방향으로 187m 나아간 점(X:338,600.00 Y:239,500.00), 여기서 N방향으로 452m 나아간 점(X:339,052.34 Y:239,500.00) 그리고 여기서 W방향으로 나아가 만나는 해안선의 점(X:339,052.34 Y:239,326.47)를 연결하는 구역 (78,184m²)
- 육역: 경상북도 영덕군 영해면 대진3리

## 어항 시설
- 북방파제 72m, 남방파제 84m, 물양장 48m, 선양장 20m

## 개발 계획
- 북방파제 142m, 남방파제 119m, 물양장 48m, 선양장 32m, 호안 193m[1]

## 주요 어종
- 가자미, 오징어, 전복, 해삼, 대게, 미역